# Banque nationale du Rwanda
La Banque nationale du Rwanda (en kinyarwanda : Banki Nkuru Y'u Rwanda ; en anglais : National Bank of Rwanda) est la banque centrale rwandaise.

## Présentation
Fondée en 1964, son siège principal se trouve à Kigali. 
Depuis 2013, le gouverneur de la Banque nationale du Rwanda est John Rwangombwa.